# Maomé Ali
Maomé Ali (em turco: Kavalalı Mehmet Ali Paşa; em árabe: محمد علي باشا; romaniz.: Muḩammad ‘Alī; Cavala, c. 1769 — Cairo, 2 de agosto de 1849) foi uáli (governador) do Egito de 1805 a 1848 na condição de governador do Império Otomano em nome do sultão.
Considerado como o fundador do Egito moderno, introduziu grandes reformas no país entre elas, a construção de canais de irrigação para melhor distribuição das águas do Rio Nilo, construção de prédios, instituição de novas leis, impostos, modernização do exército, etc.  Conseguiu considerável autonomia frente ao Império Otomano e também ampliou consideravelmente suas fronteiras.
Foi o pai de Ibrahim Paxá, que derrotou as forças sauditas em 1817.